# Sapounakaíika
Sapounakaíika är en ort i Grekland.   Den ligger i prefekturen Arkadien och regionen Peloponnesos, i den södra delen av landet, 110 km sydväst om huvudstaden Aten. Sapounakaíika ligger 129 meter över havet och antalet invånare är 209.
Terrängen runt Sapounakaíika är varierad. Havet är nära Sapounakaíika åt nordost.  Närmaste större samhälle är Leonídio, 7,7 km söder om Sapounakaíika. 